# Якутська Автономна Радянська Соціалістична Республіка
Якутська Автономна Радянська Соціалістична Республіка (якут. Саха автономнай сэбиэскэй социалистическэй республиката, Саха АССР, рос. Якутская Автономная Советская Социалистическая Республика, ЯАССР) — автономна республіка у складі РРФСР. Існувала в 1922–1990 рр..
27 вересня 1990 року на сесії Верховної Ради Якутської Автономної Радянської Соціалістичної Республіки перетворена на Якутську-Саха Радянську Соціалістичну Республіку. 24 травня 1991 року З'їзд народних депутатів РРФСР затвердив цю назву.
Столиця — м. Якутськ.
Була розташована в басейні річок Олени, Анабара, Оленека, Яни, Індігірки і в низов'ях Колими, на півночі — на узбережжі моря Лаптєвих і Східно-Сибірського моря та на Новосибірських островах. Понад 40% території знаходиться за Полярним колом.

## Історія
Після Лютневої революції 1917 року якутською інтелігенцією були засновані культурно-просвітницьке товариство «Саха аймах» та партія Якутський трудовий союз федералістів, яка разом з місцевою організацією партією есерів домінувала у політичному житті Якутії. Після Жовтневого перевороту Якутія не визнала владу більшовиків і не підпорядковувалася жодному російському урядові до червня 1918 року, коли владу захопив більшовицький загін, що прибув з Іркутську. Вже за місяць влада більшовиків була ліквідована; якутський уряд був підпорядкований антибільшовицькій Сибірській республіці, пізніше — Російській державі Колчака.
Після поразки білих у Сибіру радянська влада була знову встановлена в Якутії в 1920 році, однак політика більшовиків викликала низку повстань. Під час Якутського повстання 1922 року була сформована Якутська народна армія, яка була підтримана білогвардійським десантом у портах Охотського моря. У тому ж році була створена радянська Якутська АРСР, над проектом якої працювала частина якутської інтелігенції. Замість закритого більшовиками товариства «Саха аймах» була створена організація з аналогічними функціям «Саха омук».
ЯАСРР утворена у складі РРФСР 27 квітня 1922 на території Якутської губернії без району Нижньої Тунгуски, (який увійшов до складу Киренського повіту Іркутської губернії) республіка також містила Хатанге-Анабарський район Єнісейської губернії, Олекмінсько-Сунтарської волості Киренського повіту Іркутської губернії і не містила острови Північного Льодовитого океану, розташовані між меридіанами 84 ° і 140 ½ ° східної довготи. Велику роль в утворенні Якутської автономної республіки зіграли Максим Аммосов разом з Платоном Ойунським і Ісідором Бараховим. 
У роки Німецько-радянської війни понад 50 тис. жителів ЯАРСР воювали на фронтах, а 13 з них були відзначені звання Героя Радянського Союзу. Були також підрозділи укомплектовані переважно жителями республіки, нині, наприклад одна з вулиць Старої Русси має назву на згадку про такий підрозділ — Якутських стрільців.
З 1990 року республіка — Якутська-Саха Радянська Соціалістична Республіка у складі РРФСР. Нині ця територія у складі Республіки Саха (Якутії) суб'єкта Російської Федерації (Далекосхідний федеральний округ).

## Населення
Національний склад до початку 1979 року (осіб):
росіяни — 430 тис.
якути — 314 тис.
українці — 46 тис.
евенки — 11,6 тис.
евени — 5,8 тис.

Чисельність населення
| рік  | чисельність населення |
| ---- | --------------------- |
| 1926 | 289 тис.              |
| 1931 | 308 тис.              |
| 1959 | 488 тис.              |
| 1978 | 842 тис.              |
| 1988 | 936 тис.              |
| 1989 | 1 094 065             |

## Економіка
З 1920-х років на території ЯАСРР почалася розробка золотоносних Алданського родовища, виник Алданський золотопромисловий район. В 1930-і роки почалася експлуатація Північного морського шляху, в гирлі річки Лена був збудований морський порт Тіксі. До середини 1950-х років на території республіки діяли виправно-трудові табори Дальбуду: Алданстрой, Індігірлаг, Зирянлаг, Янстройлаг, Янлаг, Янське ГУ-ВТТ і ЛО ОЖОГІН; ГУЛАГу: Джугджурлаг, Алданлаг, Алданський ВТТ № 11; Немнирлаг. В 1950-ті роки з відкриттям алмазоносних родовищ на заході республіки (кімберлітові трубки Мир, Вдала) була створена потужна алмазодобувна промислова інфраструктура. В 1960-х роках на півдні республіці була відкрита Ельконська група родовищ уранових руд. В 1970-х у республіці розпочато будівництво відгалуження з [[БАМ]]у до Беркакіта (за напрямком до Нерюнгринського вугільного родовища і Ельгінського вугільного родовища Південноякутського вугільного басейну). Під час геологічних робіт на території республіки з 1974 по 1987 рік було здійснено 12 мирних підземних ядерних вибухів. З економічного районування СРСР республіка належала до Далекосхідного економічного району.

## Нагороди
- 1957 — Орден Леніна;
- 1972 — Орден Жовтневої революції;
- 1972 — Орден Дружби Народів.